# Iglesia de la Virgen de los Ángeles (Chulilla)
La Iglesia de Nuestra Señora de los Ángeles se encuentra en la Calle Abadía, número 3, en el municipio de Chulilla, en la provincia de Valencia, España.  Este edificio combina elementos de diferentes estilos arquitectónicos debido a su evolución histórica, como el gótico y el barroco.

## Historia
La iglesia tiene sus orígenes en una antigua mezquita que ocupaba el mismo emplazamiento. Posteriormente, fue sustituida por un templo gótico. Sin embargo, el edificio actual comenzó a erigirse entre los siglos XVII y XVIII, con obras que se prolongaron hasta principios del siglo XVIII.
Los primeros documentos que mencionan la iglesia datan de 1535, cuando aún se consideraba una mezquita musulmana. Entre los siglos XVII y XVIII, se inició la construcción del actual templo, cuya finalización se prolongó hasta principios del siglo XVIII. En el siglo XIX se realizó una ampliación con la construcción de la capilla de la Comunión.
Inicialmente, la iglesia estaba consagrada a la Purísima, pero en el siglo XIX se cambió la advocación a Nuestra Señora de los Ángeles. Este cambio se vincula históricamente a la victoria de los isabelinos sobre los carlistas el 2 de agosto de 1839, día de la Virgen de los Ángeles, tras la toma del castillo de Chulilla.

## Arquitectura
La iglesia refleja una rica combinación de estilos arquitectónicos, testimonio de su evolución histórica. Es una nave única de cinco tramos, con capillas laterales situadas entre los contrafuertes que están interconectadas. Su planta tiene una longitud que cuadruplica su anchura, proporcionando una estructura alargada.
- Muro sur: Una sección del muro sur, que se conserva del siglo XIV, presenta elementos propios del gótico, como arcos apuntados y decoraciones austeras.
- Construcción principal: La mayor parte del edificio pertenece al período barroco, con detalles ornamentales que subrayan las características artísticas de la época.
- Torre-campanario: Construida en el segundo tercio del siglo XVIII, originalmente destacaba por sus casetones policromados, que fueron recubiertos con cemento en una restauración posterior para imitar la sillería, una decisión que ha generado debates entre los expertos en conservación.

## Portadas y decoración
La iglesia cuenta con dos portadas principales, cada una con elementos distintivos:
1. Portada sur: Enmarcada por un arco gótico, alberga una imagen de la Virgen de los Ángeles, que resalta como el principal motivo devocional de la iglesia.
2. Portada este: Presenta un escudo de armas de Don Andrés de Orbe y Larrategui, quien fue Arzobispo de Valencia, junto con una representación de San Andrés portando un bastón, en homenaje al prelado.

## Importancia cultural y religiosa
La Iglesia de Nuestra Señora de los Ángeles es un punto de referencia tanto espiritual como cultural para los habitantes de Chulilla. Además de sus celebraciones religiosas, el templo es un ejemplo de cómo los estilos arquitectónicos gótico y barroco se combinan en una sola estructura, reflejando las transiciones artísticas y culturales de distintas épocas.